# Old Town of York
Old Town of York (ang. Stare Miasto Yorku) – najstarsza cywilna część kanadyjskiego miasta Toronto, założona w 1793 roku pod nazwą York. Zwyczajowo tereny te zalicza się do St. Lawrence Market.
Na terenie Starego Miasta znajduje się wiele historycznych obiektów. Na 226 King St.E. budynek Imperial Bank z 1907, to przykład stylu edwardiańskiego. przy Adelaide St. E. stoi York County Courthouse z 1852 oraz budynek banku Bank of Upper Canada z 1827 zbudowany w stylu typowym dla ówczesnych instytucji finansowych.
Nieco bliżej głównych ulic centrum znajduje się Le Royal Meridien King Edward Hotel, na 37 King St.E., zaprojektowany przez E. J. Lennoxa, należący do sieci hoteli Forte. Zdobiona fasada budynku jest zrobiona w stylu określanym jako francuski renesans. W pobliżu znajduje się także historyczny budynek (1833) pierwszej poczty w York, obecnie funkcjonujący głównie jako muzeum z obsługą w dawnych strojach.
Ważnym elementem dzielnicy jest katedra St. James, na rogu King/Church St. Ten neogotycki, bogato zdobiony budynek ma drugą pod względem wysokości wieżą kościelną w Ameryce Północnej. W XIX wieku była punktem orientacyjnym dla żeglarzy. W wieży znajduje się dzwonnica, a w niej unikatowy zestaw 12 dzwonów change ringing bells, które są tradycją w kościele anglikańskim. W wieży odbywają się szkolenia dzwonników z całej Ameryki. Dzwony katedry St. James mogą wydać 479 milionów różnych dźwięków, a najbardziej znaną melodią charakterystyczną dla dzwonów jest trzygodzinny utwór Toronto Delight Maximus. Obok katedry znajduje się ogród wiktoriański.
Przy St. Lawrence Hall na 157 King St.E. można podziwiać autentyczne, działające oświetlenie gazowe.